# Johann Christoph Haas

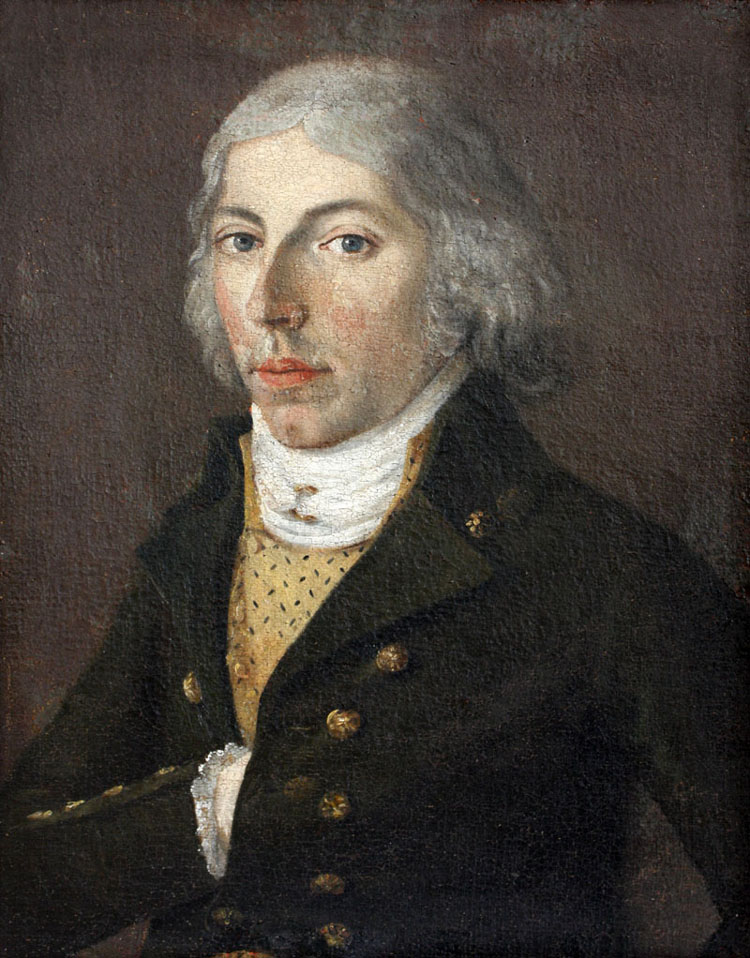
Selbstporträt um 1800

Johann Christoph Haas (auch Johann Christof Haas; * 27. Dezember 1753 in Reutte; † 5. September 1829 in Schwäbisch Gmünd) war ein österreichischer Kunstmaler. Er zählt zu den bedeutendsten Vertretern des Klassizismus des Tiroler Außerfern.

## Leben
Haas wurde 1753 als Sohn eines Kleinhändlers in Reutte in Tirol geboren. Nach dem Besuch der dortigen Pfarrschule wurde er Schüler von Franz Anton Zeiller, der ihn zu Aufträgen nach Südtirol mitnahm. Da er sich durch Eifrigkeit in der Lehre auszeichnete, bekam er nach dem frühen Tod seiner Eltern vom Reuttener Kaufmann Jakob Mang Amann ein Stipendium für die Ausbildung zum Kunstmaler in Italien. Nach dem Tod seines Gönners wurde Haas von den Schwestern Johanna und Franziska von Strelle gefördert.
Nach der Rückkehr aus Italien malte Haas überwiegend in der Umgebung seines Heimartortes für Kirchenausstattungen. Einige seiner Werke sind heute im Museum im Grünen Haus in Reutte ausgestellt.
Sein Lebensweg ist weitgehend unbekannt. 1829 starb Haas im Schwäbisch Gmünder Katharinenspital verarmt und ledig.

## Werke (Auswahl)
- Die Fußwaschung Christi durch Maria Magdalena, 1780.
- Die Gefangennahme Jesu in der Dekanatskirche St. Petrus und Paulus, Breitenwang (1780/90).
- Heiliger Florian, Bild im Hochaltar, Florianskapelle in der Kög, Reutte (1780).
- Deckenfresko in der Kapelle von Bad Kreckelmoos, Breitenwang.
- Kreuzigungsgruppe in St. Leonhard in Schwäbisch Gmünd-Hussenhofen (1816).

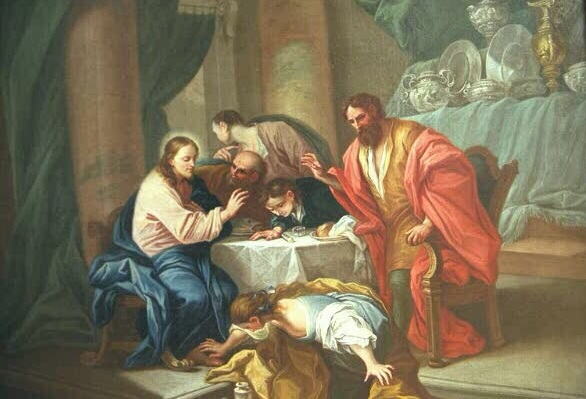
Die Fußwaschung Christi durch Maria Magdalena
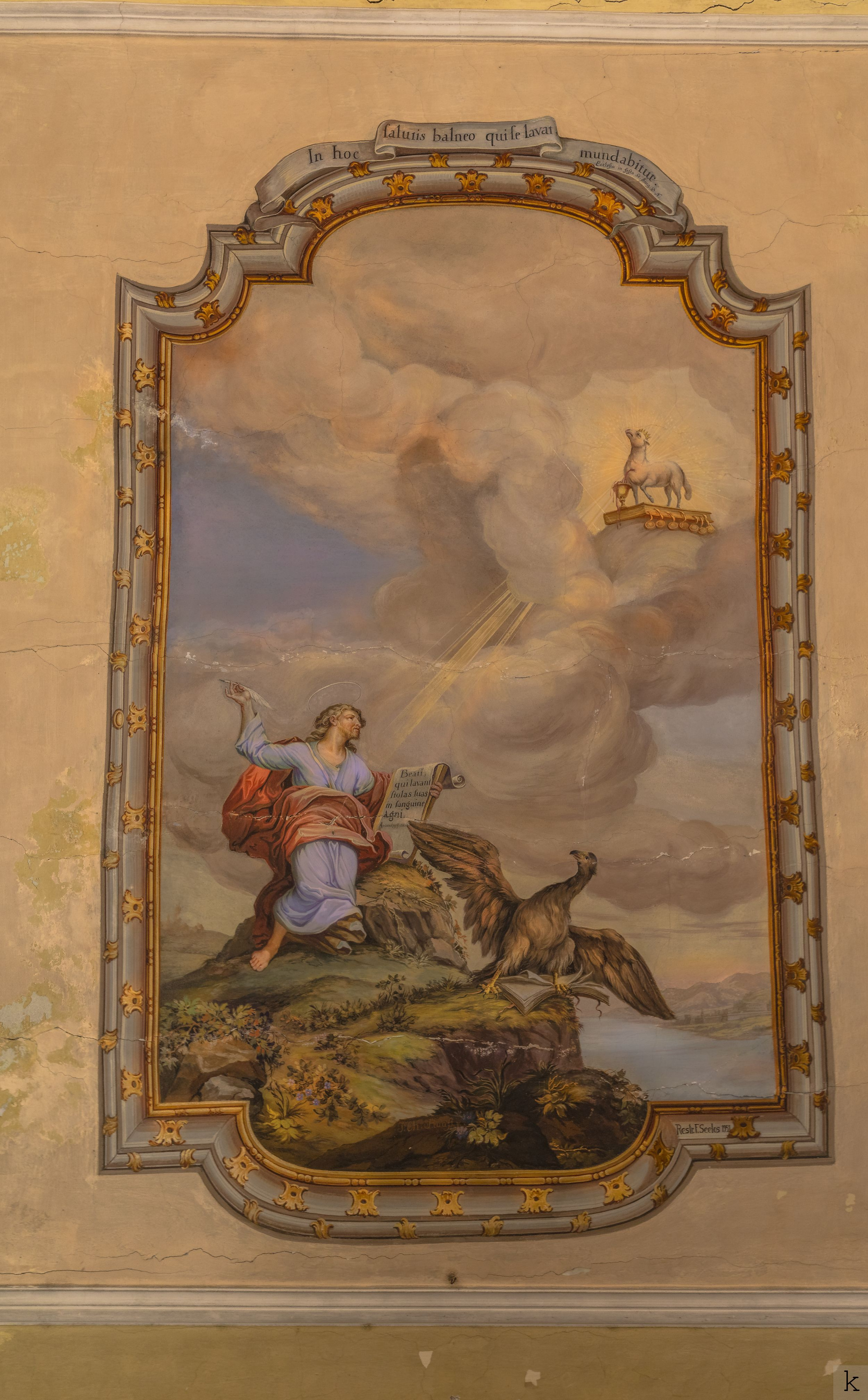
Deckenfresko in der Kapelle Kreckelmoos